# 澳新金融服务业协会
澳新金融服务业协会（Financial Services Institute of Australasia (FINSIA)）是一家金融服务业组织，也是澳大利亚和新西兰两国唯一的金融服务行业的会员组织。该协会成立于2005年，由成立于1886年的澳新银行金融业协会（Australasian Institute of Banking and Finance）及成立于1966年的澳大利亚证券业协会（Securities Institute of Australia）合并组成。目前该协会有大约30000名从业会员，来自证券和银行两大行业。除此之外，该协会亦有20000名学生会员。